# Dorothy Buxton
Dorothy Frances Buxton, de soltera Dorothy Jebb (Ellesmere, 3 de marzo de 1881 - Peaslake, 8 de abril de 1963), fue una activista social y humanitaria británica, cofundadora de la ONG Save the Children.

## Biografía

### Primeros años
Dorothy Frances Jebb nació el 3 de marzo de 1881 en Ellesmere, en el condado inglés de Shropshire, siendo la más joven de las tres hijas de una familia ilustrada de clase media acomodada. Su padre era abogado y su madre había fundado una asociación impulsora del movimiento sociocultural luego conocido como "Arts and Crafts". Este favorable ambiente familiar permitió a Dorothy recibir formación universitaria en Ética y en Economía en el Newnham College de la Universidad de Cambridge, en la que su tío materno Richard era profesor de Lenguas clásicas.
En 1904 Dorothy se casó con el político liberal Charles Roden Buxton, que en 1910 sería elegido miembro del Parlamento, aunque perdió su escaño el mismo año. Pese a su estatus acomodado, los Buxton llevaban un estilo de vida frugal-en sus viajes a pie por el sur de Inglaterra fueron en ocasiones tomados por vagabundos- y fijaron su residencia en Kennington, un barrio de clase obrera de Londres, aunque más tarde se mudaron a la zona más adinerada de Golders Green.

### Primera Guerra Mundial: lasNotas de la prensa extranjera
El estallido de la Primera Guerra Mundial removió la conciencia pacifista de los Buxton y Dorothy se afilió en 1915 a la Liga Internacional de Mujeres por la Paz y la Libertad. En 1917 ambos abandonaron el Partido Liberal y se afiliaron al Partido Laborista Independiente, a su vez integrado en el Partido Laborista, al que proveía de la mayor parte de su militancia (el Partido Laborista no empezó a aceptar afiliaciones individuales hasta 1918). Al mismo tiempo que optaron por el socialismo en política, en el terreno religioso los Buxton se hicieron cuáqueros.
En 1915 Dorothy se convenció de la necesidad de contrapesar la visión unilateral y propagandística que de la guerra ofrecían los periódicos británicos. Obtuvo del Gobierno -se dice que personalmente del mismo Lloyd George, a la sazón primer ministro- permiso para importar periódicos de países neutrales e incluso enemigos, a fin de publicar un boletín de prensa extranjera que equilibrara la información sobre la guerra. De este modo consiguió recibir hasta cien publicaciones distintas procedentes de toda Europa, cuyas informaciones y artículos de opinión eran traducidos al inglés por un pequeño ejército de voluntarios y voluntarias, incluida su hermana Eglantyne. Tras publicar unos cuantos folletos sueltos, Buxton fue invitada a incluir su material como una sección fija de la Cambridge Magazine, que había fundado y dirigía C. K. Ogden. A partir de octubre de 1915 y hasta que cesó su publicación en 1920, las Notas de prensa extranjera coordinadas por Buxton se convirtieron en el contenido principal de la revista. El hecho de que esta fuera el cauce exclusivo para poder acceder a prensa no aliada en tiempos de guerra hizo que la tirada de la Cambridge Magazine se disparara hasta los veinte mil ejemplares y le proporcionó una audiencia e influencia inusitadas en círculos políticos, aunque también conflictos con el sector más belicista, incluida una interpelación parlamentaria, que pretendía excluir a la revista de la publicidad oficial.

### La posguerra y la fundación de Save the Children
Al acabar la guerra, y gracias a su trabajo con la prensa extranjera, Buxton era una de las personas mejor informadas en Gran Bretaña sobre la horrible situación económica y social en que se encontraban los países derrotados; una situación que se agravaba por el bloqueo impuesto por los aliados tras el armisticio. Para luchar contra esta situación, Buxton contribuyó a la fundación del Fight the Famine Council ("Consejo de Lucha contra el Hambre"), cuya principal reivindicación era el levantamiento del bloqueo. En abril de 1919 Buxton consiguió que la organización acordara promover, con personalidad independiente, el Save the Children Fund ("Fondo Salvad a los Niños"),  cuyo objetivo sería proporcionar ayuda efectiva a los niños de la Europa arrasada, más allá de los fines puramente políticos del Consejo. El 19 de mayo la creación del fondo se anunció en un mitin multitudinario en el Albert Hall, en el que la apasionada oratoria de Eglantyne consiguió ganarse el favor de un público inicialmente muy hostil contra "los traidores que querían recolectar dinero para los niños enemigos". A las pocas semanas de su creación, el Fondo ya distribuía ayuda en Berlín y en Austria. Este sería el origen de la actual organización Save the Children.
Dorothy Buxton fue la primera secretaria general del Save the Children Fund; pero pronto comprendió que sus aptitudes eran mejores para la agitación política que para las tareas de gestión, de modo que cedió el puesto a su hermana Eglantyne.

### Actitud ante el nazismo
En 1935, crecientemente preocupada por el trato dado por el régimen nazi a los cristianos, Buxton viajó a Alemania para comprobarlo por sí misma. Allí consiguió entrevistarse con Hermann Göring, al que le planteó la cuestión. Como es obvio, Buxton volvió de su viaje más preocupada que cuando lo había emprendido. Esta fue una de las razones de que, mientras su marido hacía campaña a favor de la Política de apaciguamiento con Alemania, Dorothy acabara convencida de que la guerra contra los nazis era necesaria. En este período Buxton dio a la imprenta numerosos libros y folletos sobre la persecución religiosa en la Alemania nazi.
El que creyera la guerra necesaria no impidió a Buxton continuar su labor humanitaria durante la Segunda Guerra Mundial, haciendo campaña no solo para el socorro de los refugiados llegados a Gran Bretaña huyendo de la persecución nazi, sino también a favor del bienestar y el trato digno a los prisioneros de guerra alemanes.

### Muerte y legado
Dorothy Buxton murió el 8 de abril de 1963, a los 82 años de edad, en Peaslake, cerca de Guildford. La documentación relacionada con ella y con su marido se conserva en la London School of Economics.

## Listado de publicaciones
- (con Charles Roden Buxton) The world after the war, London: G. Allen & Unwin Ltd., 1920. (El mundo después de la guerra).
- The war for coal and iron, London : The Labour Party, 1921. (La guerra por el carbón y el hierro).
- Upper Silesia and the European crisis, London : Fight the Famine Council, 1921. (La Alta Silesia y la crisis europea).
- The challenge of bolshevism; a new social ideal, London: G. Allen & Unwin, 1928. (El desafío del bolchevismo: un nuevo ideal social).
- (ed.) Save the child: a posthumous essay by Eglantyne Jebb. London : The Weardale Press, 1929 (Salvad al niño: un ensayo póstumo).
- (con Edward Fuller) The white flame: the story of the Save the Children Fund, London, New York: Longmans, Green and Co.; London: The Weardale Press, Ltd., 1931. (La llama blanca: historia del Fondo Save the Children).
- (con el pseudónimo "An English Protestant") The Church Struggle in Germany: A Survey of Four Years, March 1933-July 1937, London, 1937. (La lucha de la Iglesia en Alemania: una vista de conjunto de cuatro años, de marzo de 1933 a julio de 1937).
- The Religious Crisis in Germany, Kulturkampf Association: London, 1938 (La crisis religiosa en Alemania).
- (ed. y trad.) I Was In Prison: letters from German pastors, Student Christian Movement Press: London, 1938 (Yo estuve en prisión: cartas de clérigos alemanes).
- The economics of the refugee problem, London: Focus Publishing Co., 1938. (La economía del problema de los refugiados).
- (con Norman Angell) You and the refugee: the moral and economics of the problem, Harmondsworth : Penguin Books Ltd., 1939. Edición española, con traducción de F. Fernández de la Madroñera como El crimen de nuestro tiempo: la raza blanca en peligro (sic), Prometeo, 1943.
- (ed. y prólogo) Christendom on trial: documents of the German church struggle, 1938-39, London: Friends of Europe, 1939. (La cristiandad a prueba: documentos de la lucha de la Iglesia alemana).

## Dorothy Buxton en la ficción
Dorothy Buxton aparece como personaje anecdótico en la novela The Indian Clerk, publicada en 2007 por David Leavitt (hay edición española, con el título El contable hindú, Anagrama, 2011). Tres personajes femeninos (la hermana de uno de los protagonistas, la amante del segundo y la enamorada platónica del tercero) coinciden en la casa de los Buxton en Golders Green, pues las tres colaboran con Dorothy como traductoras para sus Notas de prensa extranjera. Aunque la novela está basada en hechos reales (la relación entre tres célebres matemáticos), el autor se preocupa de explicar que el episodio y la propia colaboración de los personajes en la labor de Dorothy Buxton es puramente novelesco.